# Sjura (vattendrag i Vitryssland)
Sjura (ryska: Шура) är ett vattendrag i Belarus.   Det ligger i voblasten Minsks voblast, i den centrala delen av landet, 70 km väster om huvudstaden Minsk.
I omgivningarna runt Sjura växer i huvudsak blandskog. Runt Sjura är det ganska glesbefolkat, med 24 invånare per kvadratkilometer.